# Ron van der Hoff
Ron van der Hoff, född 26 mars 1978, är en holländsk bågskytt. Han deltog vid olympiska sommarspelen 2004.